# Geografia do Peru
O Peru situa-se no oeste da América do Sul, nas margens do Oceano Pacífico Sul, entre o Chile e o Equador. Também faz fronteira com a Colômbia, o Brasil e a Bolívia.
As planícies costeiras ocidentais (conhecidas como Costa) estão separadas pelas terras baixas orientais cobertas pela selva da bacia do Amazonas (a Selva) pelas altas e escarpadas montanhas dos Andes (a Sierra). Na fronteira com a Bolívia situa-se o lago Titicaca, o lago navegável de maior altitude do mundo, a 3 821 m acima do nível do mar.
O Peru possui grande variedade de temperaturas, paisagens e ecossistemas. Na costa quase nunca chove, em geral, existem duas estações: a quente e a fria. A estação quente vai desde 15 de novembro até fins de março. A estação fria se apresenta desde o mês de abril até a primeira quinzena de novembro, durante esta estação existe muita umidade. Na serra e na selva, a diferença da costa, a temporada de chuvas é mais quente, acontece desde a primeira quinzena de novembro até fins de março, a temporada fria entre abril e a segunda quinzena de novembro.

## Geologia e relevo

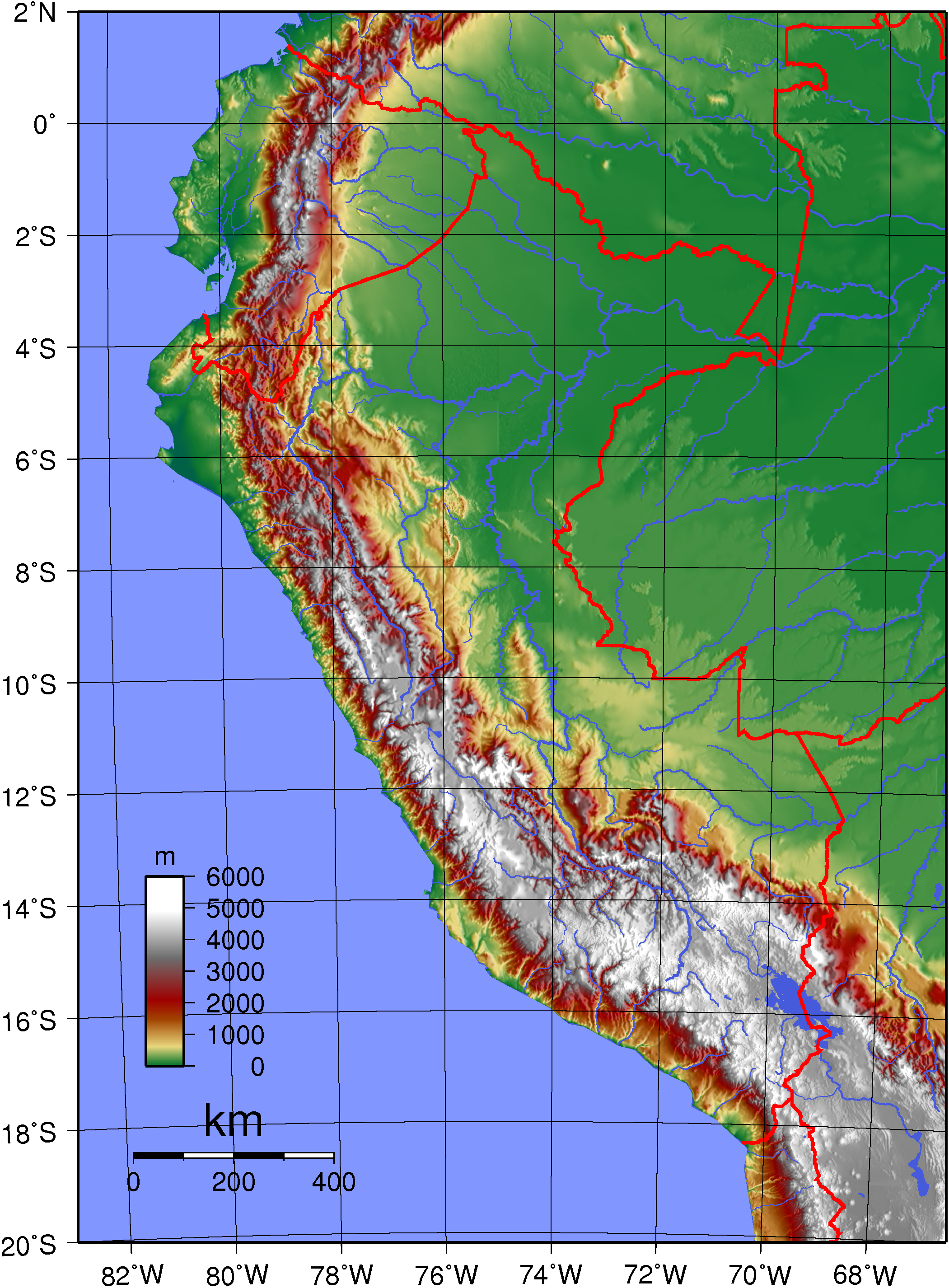
Mapa topográfico do Peru

A costa, a coluna, a oeste, a cordilheira, no centro, e a selva, a leste, são as três grandes regiões naturais do país. A grande barreira andina, que atravessa o continente sul-americano de norte a sul junto às costas do Pacífico, é a viga mestra da conformação geográfica do Peru. As cordilheiras que circundam a bacia do Titicaca reúnem-se a noroeste do lago. Deste ponto partem as cadeias paralelas da cordilheira Ocidental, próxima à costa e divisória continental de águas entre o Atlântico e o Pacífico, e a cordilheira Oriental, cortada pelos profundos vales do Marañón e de seus afluentes no caminho que trilham para o Atlântico.
O monte mais alto da cordilheira Ocidental é o Coropuna (6.425m), e da Oriental, o Ausangate (6.384m). Entre as cordilheiras Oriental e Ocidental, há uma região de altiplanos cortados por profundos vales fluviais. As duas cordilheiras encontram-se de novo em Pasco, a partir de onde voltam a separar-se em cadeias montanhosas paralelas em direção noroeste. A cordilheira Branca apresenta as maiores altitudes do país: o monte Huascarán alcança 6768 m.
Entre a cordilheira Ocidental e a costa do Pacífico encontra-se a planície costeira, formada por sedimentos fluviais recentes e que alcança no norte do país certa amplitude (deserto de Sechura). A leste dos Andes, estende-se a imensa bacia da Amazônia.

## Clima
A corrente de Humboldt, ou do Peru, desloca ao largo da costa peruana, na direção norte, uma imensa quantidade de água fria procedente da Antártida e tem notável influência sobre o clima. A temperatura média da costa do Peru é de seis a oito graus mais baixa do que seria de esperar em vista da latitude. As precipitações são praticamente nulas na área que se estende do oceano até os primeiros contrafortes dos Andes, mas a costa em geral se mostra coberta, durante boa parte do ano, por densas brumas (h)úmidas. O sol brilha sobre Lima no verão, mas durante o resto do ano fica coberto pela névoa.
Com certa periodicidade se forma no oceano uma contracorrente, chamada El Niño, que impele para sul água quente da zona equatorial e empurra a corrente fria para longe da costa. A evaporação de suas águas inusitadamente quentes produz chuvas catastróficas numa área que habitualmente aparece entre as mais secas do planeta.
Na região andina o clima é temperado e seco, com chuvas sazonais, entre 2.500 e 3.500m. Na região amazônica, o clima é quente e chuvoso.

## Hidrografia
O Peru apresenta dois sistemas hidrográficos. O primeiro compreende os rios que descem dos Andes para a costa do Pacífico e que, embora numerosos, não acumulam volume d'água suficiente para alcançar o mar na estação seca. Apenas dez são perenes, e o mais importante é o Santa. O segundo sistema é constituído pelos dois grandes rios que formam o Amazonas, o Marañón e o Ucayali, que se juntam a aproximadamente 200 km de Iquitos, e seus numerosos afluentes.
Entre esses afluentes, que descem dos Andes pela encosta e banham a região oriental do Peru, encontram-se o Huallaga, o Urubamba e o Apurimac, perenes e em grande parte navegáveis. No sudeste do país, compartilhado com a vizinha Bolívia, encontra-se o lago Titicaca, a 3.810m de altitude. Os rios que nele deságuam são pequenos e não navegáveis. Além do Titicaca, há muitos outros lagos no Peru, como o Junín, o Paca, o Llanganuce, o Rimachi, o Sauce etc.

## Flora e fauna
Na zona árida da costa, a vegetação, composta principalmente por cactáceas, está adaptada para atrair a umidade da atmosfera brumosa. Os vales fluviais dessa região constituem autênticos oásis. Durante o verão, o aquecimento das águas marinhas provoca a morte do plâncton e, em consequência, o desaparecimento de grande parte dos peixes e das aves marinhas.
A aridez das ladeiras ocidentais da cordilheira Ocidental diminui com a altitude. Cactos, gramíneas, arbustos espinhosos e algumas árvores crescem nas zonas altas, enquanto que nas punas — altiplanos situados a mais de 3.500m — dominam os pastos de gramíneas, habitats de animais bem adaptados a essas condições naturais, a lhama, a alpaca, o guanaco e a vicunha. Em altitudes superiores a cinco mil metros, só subsistem musgos, líquens e algumas ervas.
A leste dos Andes, na Amazônia peruana, a paisagem biológica é em tudo semelhante à da Amazônia brasileira, e a flora, naturalmente, dá lugar à floresta tropical, cuja fauna em nada difere da do extremo norte do Brasil, representada por onças, antas, ariranhas, porcos-do-mato, grande variedade de macacos, maior ainda de aves e insetos.